# 埃迪·霍普金森
埃迪·霍普金森（英語：Eddie Hopkinson，1935年10月29日—2004年4月25日），英格兰前男子足球运动员，司职守门员。他曾代表英格兰代表队参加1958年国际足联世界杯，结果队伍止步小组赛阶段。